# Madonna del Granduca
Madonna del Granduca är en oljemålning av den italienske renässanskonstnären Rafael. Den målades cirka 1506–1507 och ingår i Palazzo Pittis samlingar i Florens. 
Madonnan med barnet var ett av renässansmåleriets vanligaste motiv och i synnerhet Rafael utförde ett stort antal sådana tavlor. Här avbildas Jungfru Maria med ett melankoliskt uttryck, nedfälld blick och kläder i klara färger. Det nakna Jesusbarnet möter betraktarens blick. Båda har glorior över sina huvuden. 
Tavlan målades under Rafaels florentinska period (1504–1508) då han verkade parallellt med de äldre Leonardo da Vinci och Michelangelo som båda influerade honom. Det meditativa lugnet i Madonna del Granduca återspeglar ännu hans lärare Pietro Peruginos stil. Men formerna är fylligare och insvepta i ett leonardiskt sfumato. Madonnan står mot en mörk bakgrund och tycks vara upplyst av en ljuskälla framifrån vilket framhäver övergångarna mellan ljus och skugga, så kallad chiaroscuro som Leonardo också tillämpade i till exempel Damen med hermelinen.
Målningen tillhörde Ferdinand III, storhertig (granduca) av Toscana, från vilken den fått sitt namn. 